# Międzynarodowy Konkurs Wiolonczelowy im. Witolda Lutosławskiego
Międzynarodowy Konkurs Wiolonczelowy im. Witolda Lutosławskiego – konkurs dla młodych wiolonczelistów, odbywający się co dwa lata począwszy od 1997, w Filharmonii Narodowej w Warszawie.

## Informacje ogólne
Przez pierwsze dziesięć edycji konkursu wiek uczestników nie mógł przekraczać 24 lat. Począwszy do jedenastej edycji (29 stycznia – 10 lutego 2018) górną granicę wieku podniesiono do 28 lat.
Od lutego 2000 konkurs należy do Światowej Federacji Międzynarodowych Konkursów Muzycznych z siedzibą w Genewie, a od grudnia 2000 jest członkiem European Union of Music Competitions for Youth.
Patronem konkursu, już od drugiej jego edycji, obrano Witolda Lutosławskiego. Wtedy też po raz pierwszy zagrano w finale konkursu Koncert na wiolonczelę i orkiestrę Lutosławskiego. Utwór ten, obok Wariacji  Sacherowskiej i Grave Lutosławskiego, należy do obowiązkowego repertuaru konkursowego. Poza utworami wiolonczelowymi patrona konkursu, repertuar konkursowy obejmuje najważniejsze i najbardziej reprezentatywne kompozycje na wiolonczelę w szerokim zakresie stylistycznym – od baroku do muzyki współczesnej.
Twórcą i organizatorem konkursu jest Fundacja na Rzecz Promocji Młodych Wiolonczelistów, współorganizatorami Narodowy Instytut Fryderyka Chopina i Filharmonia Narodowa. Od pierwszej edycji dyrektorem artystycznym był Kazimierz Michalik, a dyrektorem organizacyjnym Bogdan Pałosz.

## Jury
W jury konkursu, w którego skład wchodzi od 8 do 10 osób, zasiadają wybitni profesorowie i koncertujący wiolonczeliści z całego świata.
- 1997 – Kazimierz Michalik (przewodniczący) – Krzysztof Penderecki (honorowy przewodniczący)
- 1999 – Kazimierz Michalik (przewodniczący) – Mstisław Rostropowicz (honorowy przewodniczący)
- 2001 – Kazimierz Michalik (przewodniczący) – Mstisław Rostropowicz (honorowy przewodniczący)
- 2003 – Kazimierz Michalik (przewodniczący) – Mstisław Rostropowicz (honorowy przewodniczący)
- 2005 – Kazimierz Michalik (przewodniczący) – Mstisław Rostropowicz (honorowy przewodniczący)
- 2007 – Kazimierz Kord (przewodniczący)
- 2009 – Kazimierz Kord (przewodniczący)
- 2011 – Mirosław Jacek Błaszczyk (przewodniczący)
- 2013 – Tsuyoshi Tsutsumi(inne języki) (przewodniczący)
- 2015 – Tsuyoshi Tsutsumi (przewodniczący)
- 2018 – Roman Jabłoński (przewodniczący) – Kazimierz Michalik (honorowy przewodniczący)
- 2023 – Roman Jabłoński (przewodniczący) – Kazimierz Michalik (honorowy przewodniczący)[4]

## Nagrody
(na podstawie materiału źródłowego)
Główną nagrodę od 2005 stanowi równowartość 15 000 euro, wcześniej była to równowartość 10 000 dolarów
Nagrody specjalne:
- za najlepsze wykonanie Grave Witolda Lutosławskiego – 1000 euro (wcześniej 500 dolarów)
- za najlepsze wykonanie Wariacji Sacherowskiej Witolda Lutosławskiego – 1000 euro
- za najlepsze wykonanie utworu napisanego dla konkursu:
  - Duotone Andrzeja Bauera (2005) – 600 euro
  - Gigue na wiolonczelę solo Pawła Szymańskiego (2007) – 600 euro
  - Le coucou Sławomira Kupczaka (2009) – 600 euro
  - Satin Aleksandra Nowaka (2011) – 750 euro
  - Obligato Weroniki Ratusińskiej-Zamuszko(inne języki) (2013) – 750 euro
  - Bourrée Pawła Mykietyna (2015) – 750 euro
  - Out Dariusza Przybylskiego (2018) – 750 euro

## Laureaci
| edycja | data | zwycięzca                                                        | II miejsce                                                            | III miejsce                    | źródło      |
| ------ | ---- | ---------------------------------------------------------------- | --------------------------------------------------------------------- | ------------------------------ | ----------- |
| 1.     | 1997 | Anna Tyka Polska                                                 | ex aequo: - Robert Putowski Polska - Alexander Gebert Finlandia       | Michał Dmochowski Polska       | [ 5 ]       |
| 2.     | 1999 | Danjulo Ishizaka Niemcy                                          | Dominik Połoński Polska                                               | Noll Park Korea Południowa     | [ 5 ]       |
| 3.     | 2001 | Bartosz Koziak Polska                                            | Beatrice Reibel Francja                                               | Deana Talens Stany Zjednoczone | [ 5 ]       |
| 4.     | 2003 | Julian Steckel Niemcy                                            | Son-Lam Tran Francja                                                  | Guillaume Martigné Francja     | [ 5 ]       |
| 5.     | 2005 | Kenji Nakagi Japonia                                             | ex aequo: - Julien Lazignac Francja - Tatjana Uhde Niemcy             | Silver Ainomäe Estonia         | [ 5 ]       |
| 6.     | 2007 | Marcin Zdunik Polska                                             | ex aequo: - Lionel Cottet Szwajcaria - Paul Wiancko Stany Zjednoczone | Adam Krzeszowiec Polska        | [ 5 ]       |
| 7.     | 2009 | ex aequo: - Philip Higham Wielka Brytania - Luka Šulić Chorwacja | Georgi Anichenko Białoruś                                             | Janina Ruh Niemcy              | [ 5 ]       |
| 8.     | 2011 | Tomasz Daroch Polska                                             | Magdalena Bojanowicz Polska                                           | Lim Hee-young Korea Południowa | [ 5 ]       |
| 9.     | 2013 | Chiara Enderle Szwajcaria                                        | Dominik Płociński Polska                                              | Victor Garcia Hiszpania        | [ 5 ]       |
| 10.    | 2015 | ex aequo: - Maciej Kułakowski Polska - Zuzanna Sosnowska Polska  | Dorukhan Doruk Turcja                                                 | –                              | [ 5 ]       |
| 11.    | 2018 | Haruma Sato Japonia                                              | Michiaki Ueno Japonia                                                 | Chen Yibai Chiny               | [ 6 ] [ 7 ] |
| 12.    | 2023 | Tae-Yeon Kim Korea Południowa                                    | Maria Leszczyńska-Thieu Polska                                        | Antoni Wrona Polska            | [ 8 ]       |